# Епархия Схедии
Епархия Схедии (лат. Dioecesis Schediensis) — титулярная епархия Римско-Католической церкви. В настоящее время епархия является вакантной.

## История
Город Схедия находился в Римском Египте и сегодня отождествляется с раскопками Nechu. Схедия была местом античной христианской епископской кафедры. Епархия Схедия входила в Александрийский патриархат.
Согласно Catholic Encyclopedia епархия Схедия находилась в юрисдикции канопского епископа. Известны два епископа епархии — Атлас (упоминается в 325 году) и Агатодем (упоминается в 362 году).
Согласно историка Michel Lequien епархия Схедии была объединена с епархией Менелаиты.
В 1933 года епархия Схедии стала титулярной епархией Римско-Католической церкви.

## Титулярные епископы
До сегодняшнего дня титулярным епископом Схедии не назначен ни один из католических епископов.
- вакансия.

## Источник
- Canopus в Catholic Encyclopedia
- Michel Lequien, Oriens christianus in quatuor Patriarchatus digestus, Parigi 1740, Tomo II, coll. 527—530  (лат.)